# Psicopatografía de Adolf Hitler

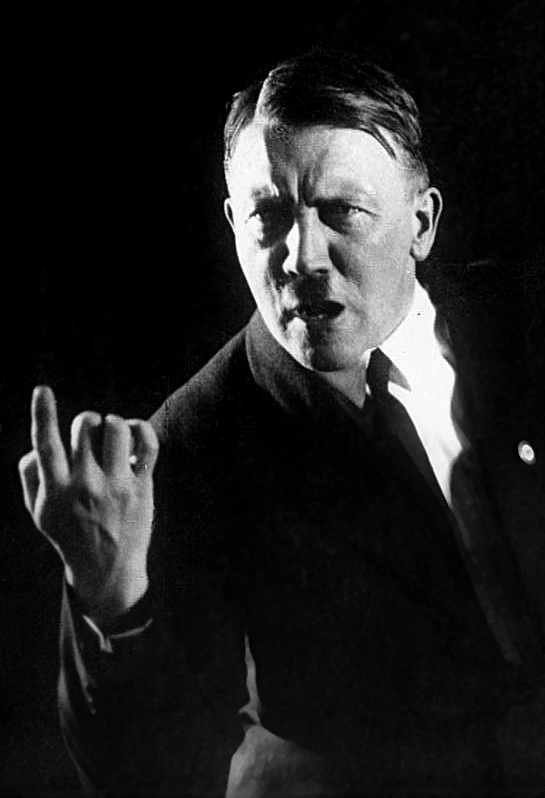
Hitler en su pose de orador (1927).

La psicopatografía de Adolf Hitler es un término general en la literatura psiquiátrica (patografía, psicobiografía) que enfrenta la hipótesis de que el Führer y canciller alemán Adolf Hitler (1889-1945) sufría una enfermedad mental.[cita requerida] Durante su vida, y también mucho más allá de su muerte, Hitler ha sido asociado una y otra vez con trastornos mentales como histeria, psicopatía, megalomanía y esquizofrenia paranoide. Entre los psiquiatras y psicoanalistas que han diagnosticado a Hitler con trastorno mental se encuentran conocidas figuras como Walter C. Langer y Erich Fromm. Otros investigadores, como Fritz Redlich, han obtenido en sus investigaciones, por el contrario, la impresión de que Hitler probablemente no estaba trastornado mentalmente.

## Dificultad de la psicopatología en general y de la psicopatología de Hitler en particular
De acuerdo con el gran interés que el individuo Hitler todavía provoca en la audiencia en general, las psicopatologías de Hitler están fuertemente orientadas a los medios de comunicación. Pero en psiquiatría, la patografía tiene una mala reputación. Dichos diagnósticos son problemáticos porque se han llevado a cabo a posteriori, sin que el principal medio de diagnóstico, la exploración psiquiátrica, sea un examen directo en el paciente.
El psiquiatra alemán Hans Bürger-Prinz (University of Hamburg) llegó al extremo de afirmar que cualquier diagnóstico a distancia constituye un "abuso fatal de la psiquiatría". La inmensa gama de trastornos mentales que se han atribuido a Hitler con el paso del tiempo, da una buena idea de cómo estos métodos son propensos a errores (ver tabla).
Otro indicador de los problemas de calidad de muchas de las patografías de Hitler, posteriormente mencionadas en una discusión, es que las abundantes publicaciones que ya se han presentado sobre este tema por otros autores están completamente ausentes o muy abreviadas. 
| Presunto trastorno o síndrome                      | Autor(es)                                                                                              |
| -------------------------------------------------- | --- |
| Histeria, trastorno histriónico de la personalidad | Wilmanns (1933), Murray (1943), Langer (1943), Binion (1976), Tyrer (1993)                             |
| Esquizofrenia, paranoia                            | Vernon (1942), Murray (1943), Treher (1966), Schwaab (1992), Tyrer (1993), Coolidge/Davis/Segal (2007) |
| Síntomas psicóticos debido al abuso de drogas      | Heston/Heston (1980)                                                                                   |
| Síntomas psicóticos debido a una enfermedad física | Gibbels (1994), Hesse (2001), Hayden (2003)                                                            |
| Psicópata, trastorno antisocial de la personalidad | Bychowski (1948), Henry/Geary/Tyrer (1993), Coolidge/Davis/Segal (2007)                                |
| Trastorno narcisista de la personalidad            | Sleigh (1966), Bromberg/Small (1983), Coolidge/Davis/Segal (2007)                                      |
| Trastorno sádico de la personalidad                | Coolidge/Davis/Segal (2007)                                                                            |
| Trastorno límite de la personalidad                | Bromberg/Small (1983), Victor (1999), Dorpat (2003), Coolidge/Davis/Segal (2007)                       |
| Trastorno por estrés postraumatico                 | Dorpat (2003), Koch-Hillebrecht (2003), Vinnai (2004), Coolidge/Davis/Segal (2007)                     |
| Lateralización cerebral anormal                    | Martindale/Hasenfus/Hines (1976)                                                                       |
| Trastorno esquizotípico de la personalidad         | Rappaport (1975), Waite (1977)                                                                         |
| Trastorno de líder peligroso                       | Mayer (1993)                                                                                           |
| Trastorno bipolar                                  | Hershman/Lieb (1994)                                                                                   |
| Síndrome de Asperger                               | Fitzgerald (2004)                                                                                      |

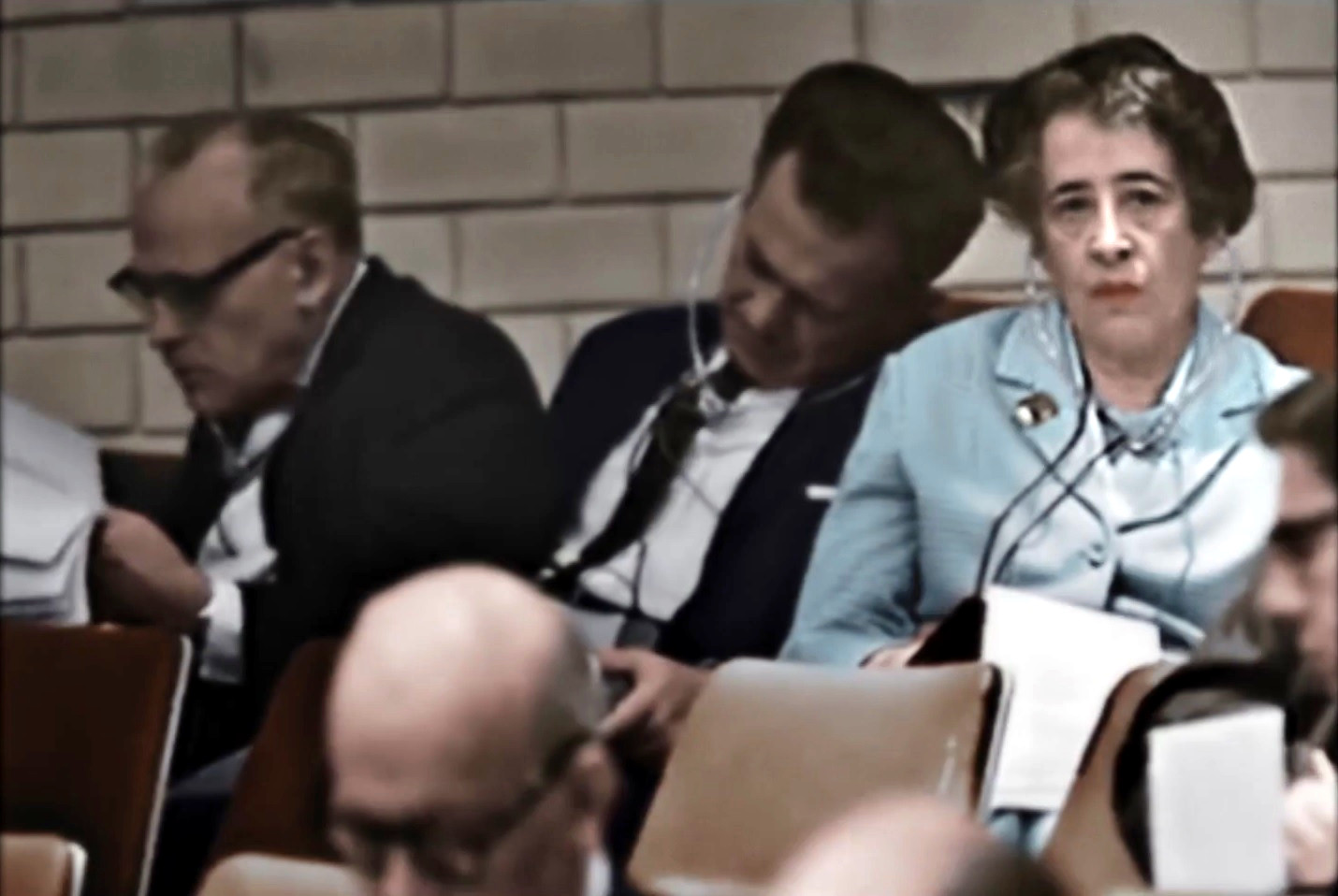
La filósofa alemana Hannah Arendt, que asistió al juicio de Adolf Eichmann (imagen) en 1961, encontró que la disposición a cometer genocidio puede ser fácilmente compatible con una buena salud mental.

En el caso de Hitler, la psicopatología presenta problemas particulares. En primer lugar, los autores que escriben sobre la mayoría de los asuntos personales de Hitler tienen que lidiar con la amenaza de que un número de lectores, posiblemente acríticamente voyeuristas, aceptan incluso las especulaciones menos probadas, como por ejemplo el libro de Lothar Machtan, The Hidden Hitler (2001).
Aún más grave, es la advertencia formulada por algunos autores de que patologizar a Hitler inevitablemente significaría darle de alta de al menos parte de su responsabilidad.
Otros han temido que por patologizar o demonizar a Hitler, por el contrario, toda la culpa fácilmente podría ser reubicada sobre el dictador loco, mientras que las "masas" equivocadas y las élites del poder que le habrían estado sirviendo serían libradas de culpa. Son famosas las palabras de Hannah Arendt sobre la "banalidad del mal", en 1963. Ella determinó que para un nazi como Adolf Eichmann, la normalidad mental y la capacidad de los asesinatos en masa no eran mutuamente excluyentes.
Algunos autores estuvieron fundamentalmente en contra de cualquier intento de "explicar" a Hitler, por ejemplo en términos psicológicos. El que llegó más lejos fue Claude Lanzman, quien describió dichos intentos como "obscenos"; después de terminar su película Shoah (1985) sintió como si se estuviera limitando la negación del Holocausto y los atacó bruscamente. Especialmente criticó al historiador Rudolph Binion.
Como el psiquiatra Jan Ehrenwald ha señalado, la pregunta que a menudo se ha descuidado, es que cómo un posible enfermo mental como Hitler podría haber sido capaz de conseguir millones de seguidores entusiastas que apoyaron su política hasta 1945. Daniel Goldhagen argumentó en 1996 que el ascenso político de Hitler no era por su psicopatología, sino más bien por las condiciones sociales precarias que existían en ese momento en Alemania.
Algunos autores, por el contrario, señalan los casos de gente como Charles Manson o Jim Jones, que sufría de una enfermedad tan incapacitante como la esquizofrenia, pero sin embargo encuentran multitudes de seguidores sobre los que lograron tener una enorme influencia .
Desde el principio, se opinó también que Hitler era capaz de manejar su psicopatología muy hábilmente, incluso siendo consciente de cómo podía usar sus síntomas para dirigir con eficacia las emociones de su público. Otros autores han sugerido que los mismos seguidores de Hitler estaban mentalmente trastornados, aunque no se ha encontrado una evidencia de ello. La pregunta de cómo la psicopatología individual de Hitler pudiera estar asociada con el entusiasmo de sus seguidores fue primeramente discutida en el año 2000 por un grupo interdisciplinario de autores, Matussek/Matussek/Marbach.

## Histeria

### Hitler en el hospital militar Pasewalk (1918)

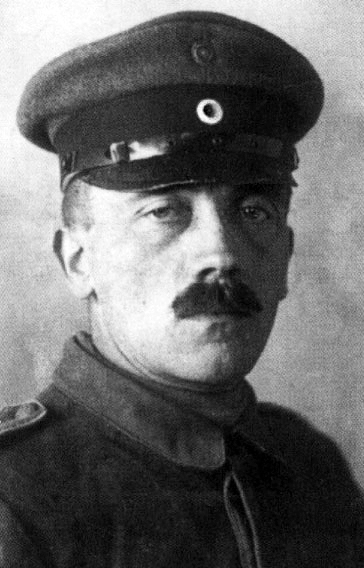
Hitler como soldado (entre 1914 y 1918)

Aún no se ha establecido si Hitler fue alguna vez examinado por un psiquiatra. Oswald Bumke, psiquiatra y contemporáneo de Hitler, asumió que esto no era el caso. Con el único psiquiatra con quien Hitler personalmente se reunió, el profesor de Múnich Kurt Schneider, no era su médico. Aunque se han encontrado documentos médicos que permiten obtener conclusiones sobre la salud física de Hitler y son accesibles para la investigación, hay una completa falta de documentos originales que permiten una evaluación de la condición mental de Hitler.

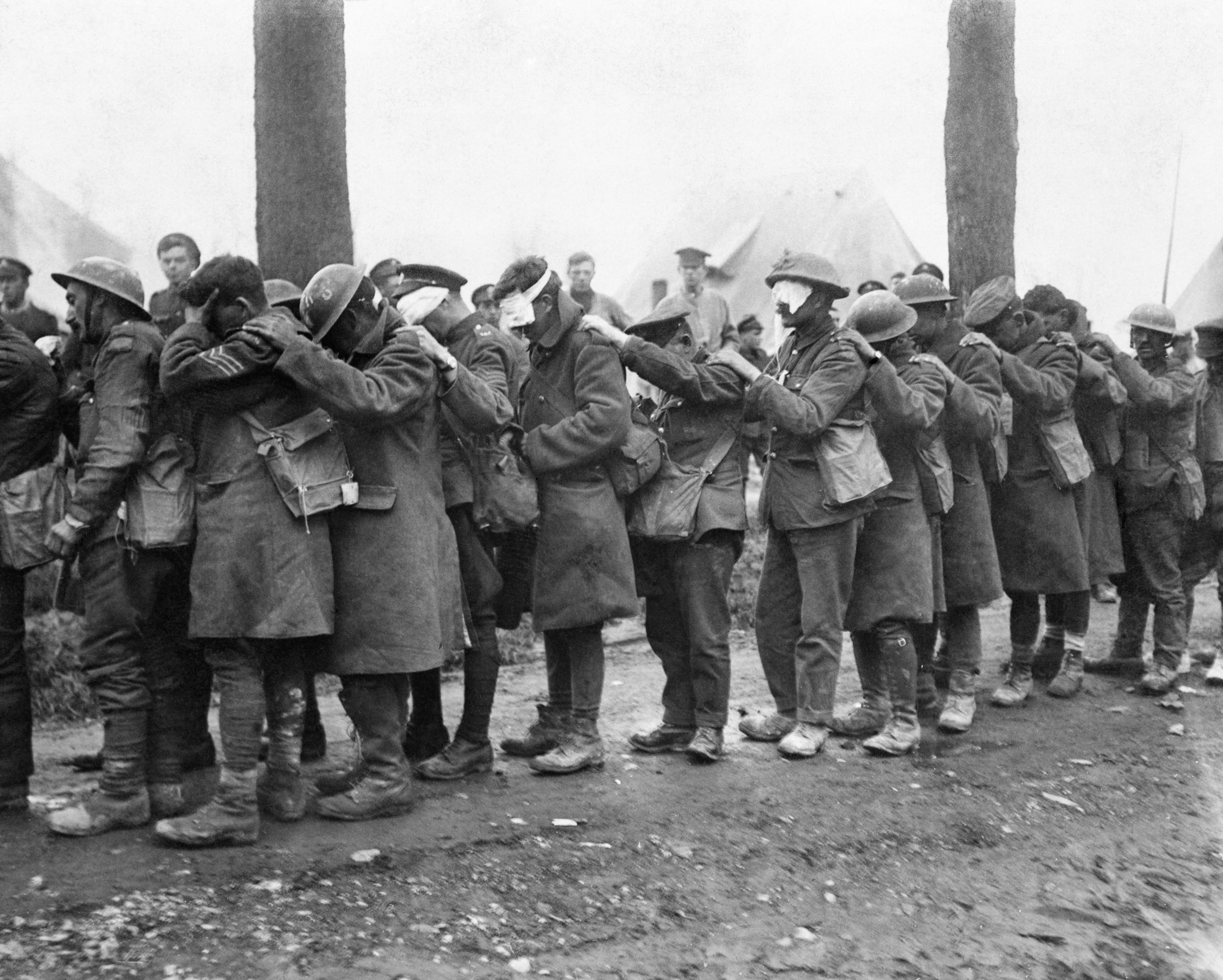
Tropas británicas cegadas por gas (Flanders, 1918)

Las especulaciones sobre una posible evaluación psiquiátrica de la vida de Hitler se remontan a su estancia en el hospital militar Pasewalk a finales de 1918. Hitler llegó a este hospital después de una intoxicación por gas mostaza que contrajo en una batalla defensiva en Flanders. En Mein Kampf, él menciona su estancia en el hospital en relación con su ceguera temporal dolorosa, y con la " desgracia" y " locura" de la revolución alemana de 1918 a 1919 y de la derrota de la guerra alemana, ambos de los cuales se enteró durante su recuperación, y que le provocó nuevamente ceguera. Hitler así como sus primeros biógrafos, tomaron en cuenta sus fuertes respuestas físicas ante eventos históricos, debido a que la recaída de la ceguera fue identificada como el punto de inflexión en el que Hitler sintió la vocación de convertirse en un político y en el salvador de Alemania.
Sin embargo , ya en la vida de Hitler algunos psiquiatras consideraron que una recaída tal sin explicación orgánica debe ser descrito como síntoma de histeria. El diagnóstico de la histeria tuvo su mayor popularidad con el psicoanálisis de Sigmund Freud, pero todavía estaba en uso en los años 1930 y 1940. La pérdida de los órganos de los sentidos se encontraban entre los síntomas típicos, además de un comportamiento egoísta y teatral. Así supuestamente expresó en una conferencia el distinguido psiquiatra Karl Wilmann: "Hitler tuvo una reacción de histeria después de haber sido enterrado vivo en el campo de batalla"; Wilmann perdió su posición en 1933. Su asistente Hans Walter Gruhle sufrió desventajas profesionales debido a declaraciones parecidas. En psiquiatría moderna, el término "histeria" ya no es usado; actualmente, los síntomas correspondientes son asociados a trastornos disociativos o trastornos histriónicos de la personalidad.
Poco se sabe de la estancia en el hospital de Hitler. Fuera de toda duda, quejas contra él fueron encontradas. El expediente médico de Hitler de Pasewalk, que podría confirmar o refutar el diagnóstico, se consideró perdido a finales de 1920 y no volvió a aparecer desde entonces. Aunque, autores de las más recientes ediciones de la antología Genie, Irrsinn und Ruhm (1992) tomaron la libertad de especificar que Hitler no fue solo diagnosticado con enfermedades físicas (como Parkinson, encefalitis, sífilis, ceguera) pero también con varios problemas psiquiátricos, tales como personalidad paranoide, narcisismo y psicopatía histérica con ceguera por histeria o paresia histérica, trastorno esquizoide de la personalidad e incluso la esquizofrenia con la paranoia y megalomanía; aunque no existía evidencia.

#### Estudio psiquiátrico de Hitler (1943)
Durante la Segunda Guerra Mundial, la agencia estadounidense de inteligencia, OSS, recolectó información sobre la personalidad de Hitler y en 1943 encargó al equipo liderado por Walter C. Langer desarrollar reportes psicológicos. En uno de estos informes, titulado Un Estudio Psiquiátrico de Hitler, estaba la hipótesis desarrollada de que Hitler fue tratado en Pasewalk por el psiquiatra Edmund Forster, que en 1933 se suicidó por temor a represalias. El punto de partida de este informe fue un testimonio del psiquiatra Karl Kroner, que también trabajó en el hospital en 1918. Kroner confirmó en particular que Forster había examinado a Hitler y que lo había diagnosticado con "histeria". El informe se mantuvo bajo llave, pero a principios de 1970 fue descubierto por el biógrafo americano de Hitler, Toland .

#### "Yo, el testigo ocular" (1963)
En 1939 , el médico austríaco y escritor Ernst Weiss, que vivió en Francia en exilio, escribió una novela, Ich, der Augenzeuge (“Yo, el testigo ocular”), una autobiografía ficticia de un doctor que curó a un soldado con histeria, proveniente de Braunau quien había perdido la visión en las trincheras. La trama se estableció en un hospital de Reichswehr a finales de 1918. Como sus conocimientos podrían ser peligrosos para los nazis, el médico (ficticio) fue puesto en un campo de concentración en 1933 y liberado después de presentar sus registros médicos.
Ernst Weiss, el autor, se suicidó después de que las tropas alemanas entraran a París. Él era judío y tenía medio de ser deportado. Su novela fue publicada en 1963. El conocimiento de Weiss sobre la estancia de Hitler en el hospital se cree que es debido a la literatura biográfica contemporánea. Aunque él conoció al igualmente exiliado biógrafo de Hitler, Konrad Heiden, en París. Más tarde se hizo la hipótesis de que el retrato que describe Weiss del desorden y la curación mental de Hitler no eran una fantasía, sino que estaba basado en la conocimiento que poseía. Hasta hoy, la evidencia de esta hipótesis no puede ser comprobada.

#### Especulaciones basadas en especulaciones
A partir de las suposiciones de los reportes de la inteligencia y de la novela de Weiss, una serie de investigadores y autores han desarrollado de forma consecutiva las sospechas sobre una posible participación de Forster en una hipnoterapia, supuestamente firmemente establecida. Estas reconstrucciones son cuestionables, no solo porque no proporcionan ninguna nueva evidencia, sino que también excluyen interpretaciones alternativas desde el principio, desconocen ampliamente el contexto histórico y pasan por alto que Forster haya visto algún rastro de histeria que lo habrían llevado a otros métodos de tratamiento en vez de la hipnosis.
- Rudolph Binion, un historiador de Brandeis University, considera el diagnóstico de la supuesta histeria como una falacia; en su libro de 1976 Hitler Entre Los Alemanes, cogió las sospechas de los servicios secretos y de todos modos los expandió. Binion supone que Weiss había conocido a Forster en persona y recibió de él una copia de la historia clínica en la que se basó su novela .Después de la novela, Binion asume que Forster sometió la ceguera, sometiendo a Hitler a un tratamiento sugerido y, más adelante, después de ser suspendido por el servicio civil y el miedo de la persecución por la Gestapo, se quitó la vida.[33] La única evidencia para estos supuestos se interpretan en el legado de Forster, mientras que no hay prueba de que tipo de contacto Forster tuvo con Hitler.[25]
- En 1998, David E. Post, un psiquiatra forense de Louisiana State University, publicó un reporte en la hipótesis de que Forster trató a Hitler de la supuesta histeria con hipnosis fue presentada como un hecho. Post no incluyó ninguna investigación propia documentada.[34]
- Parcialmente inspirado en Binion, el neuropsicólogo británico David Lewis publicó su libro El hombre que inventó a Hitler (2003), en la que interpretó el tratamiento de hipnosis de Forster, no solo como un hecho histórico, sino también como una razón por la cual Hitler se volvió de un soldado obediente de la Guerra Mundial a un decidido político carismático. En este libro, Forster es estilizado como el " creador" de Hitler.[35]
- Otro libro inspirado en Binion fue publicado por Manfred Koch-Hillebrecht, un psicólogo y profesor emérito de la política alemana en la Universidad de Koblenz: Hitler. Ein Sohn des Krieges (2003). Koch-Hillebrecht trató de probar que Hitler padecía de un trastorno de estrés postraumático y describió como Forster sometió a su presunto paciente a una terapia de shock para hacerlo capaz de volver a pelear en combate.[36]
- También en Alemania en 2004, el abogado Bernhard Horstmann publicó su libro Hitler en Pasewalk, en el que describe como Forster había sanado a Hitler con una "brillante" hipnosis, no solo para su ceguera por histeria, sino que también lo dotó con la sensación de omnipotencia y con el sentido de la misión que llegó a ser tan característica de Hitler como político. En este libro, ninguna otra prueba se presenta como en la novela de Weiss .[37]
- En 2006, Franziska Lamott, profesor de psicoterapia forense en la Universidad de Ulm, escribió un artículo: "[ ... ] como aseguran las historias clínicas del tratamiento del cabo Adolfo Hitler por el psiquiatra Prof. Edmund Forster, este último lo liberó de la ceguera histérica mediante el uso de la hipnosis".[38]

#### Crítica
Comentarios críticos sobre estas especulaciones aparecieron desde el principio. Así como juzgó el historiador psiquiatría Jan Armbruster (Universidad de Greifswald), no eran lo suficientemente convincentes, tal como en el caso del periodista Ottmar Katz, autor de la biografía del médico personal de Hitler, Theodor Morell (1982). Katz sugirió que Karl Kroner podría haber tenido motivos personales para publicar algunas falsedades: la vida como refugiado judío en Reykjavik y obligado a ganarse la vida como obrero, Kroner posiblemente esperaba que las autoridades de Estados Unidos no solo lo reconocieran como un testigo clave sino que también le ayudará a restablecer su práctica médica. Una prueba de plausibilidad integral fue finalmente realizada por psiquiatra y psicoterapeuta de Berlín Peter Theiss-Abendroth en 2008. En 2009, Armbruster llevó este análisis más adelante, desmanteló las hipótesis del diagnóstico de histeria de Hitler y la hipnoterapia por completo y mostró en detalle cómo la historia del supuesto tratamiento de Hitler por Forster llegó a ser progresivamente elaborado y detallado entre 1943 y 2006, pero no debido a la evaluación de documentos históricos, sino a la adición continua de narrativas. Por otra parte, el trabajo de Armbruster ofrece hasta la fecha la crítica más amplia de las debilidades metodológicas de muchas de las patografías de Hitler.

### Walter C. Langer (1943)
Uno de los pocos autores que declararan que Hitler mostró signos de histeria sin mencionar su estancia en Pasewalk ni el supuesto tratamiento de Hitler por Forster como prueba principal, fue el psicoanalista estadounidense Walter C. Langer. Langer escribió su estudio en 1943 en nombre de la OSS . Él y su equipo realizaron entrevistas a muchas personas que estaban a disposición de los servicios de inteligencia de Estados Unidos y que conocían personalmente a Hitler. Llegaron a la sentencia definitiva de que Hitler era "un histérico en el borde de la esquizofrenia". El estudio se mantuvo bajo llave durante mucho tiempo y fue publicado en 1972 bajo el título La mente de Adolfo Hitler.

## Esquizofrenia
Ya en su vida, muchos elementos en sus creencias y conductas personales fueron clasificados por los psiquiatras como signos de psicosis o esquizofrenia: por ejemplo, su fe paranoica en que fue elegido por Dios y el destino para liberar al pueblo alemán de su supuesta amenaza más peligrosa: los Judíos. Oía voces, se contradecía y se exaltaba sin motivos.

### W. H. D. Vernon (1942) y Henry Murray (1943)
Uno de los primeros que le atribuye a Hitler con los síntomas clásicos de la esquizofrenia fue el psiquiatra canadiense WHDVernon; en 1942, argumentando en un ensayo que Hitler sufría de alucinaciones (oía voces), paranoia y megalomanía. Vernon escribió que la estructura de la personalidad de Hitler, aunque en general dentro la normalidad, debe ser descrita con inclinaciones hacia el tipo paranoide.
Un año más tarde, Henry Murray, psicólogo de la Universidad de Harvard, desarrolló estos puntos de vista aún más. Al igual que Walter C. Langer, Murray escribió su informe, Análisis de la Personalidad de Adolfo Hitler, en nombre de la OSS . Llegó a la conclusión de que Hitler, junto con signos de histeria, mostraba todos los síntomas clásicos de la esquizofrenia: hipersensibilidad, ataques de pánico, los celos irracionales, paranoia, fantasías de omnipotencia, delirios de grandeza, la creencia de una misión mesiánica, y paranoia extrema. Lo consideraba en el límite entre histeria y esquizofrenia, pero señalaba que Hitler poseía un control considerable sobre sus tendencias patológicas y que deliberadamente las utilizaba para despertar sentimientos nacionalistas entre los alemanes y su odio contra los presuntos perseguidores. Como Walter C. Langer, Murray pensó que es probable que Hitler finalmente perdiera su fe en él mismo y su destino, y luego se suicidó.

### Wolfgang Treher (1966)
El intento de probar que Hitler tenía una psicosis plenamente desarrollada en un sentido clínico solo se ha hecho en ocasiones. Como ejemplo está el libro Hitler, Steiner, Schreber (1966) por el psiquiatra friburgués Wolfgang Treher. Treher explica que tanto Rudolf Steiner (cuya antroposofía la atribuye a la enfermedad mental) como Hitler sufrieron de esquizofrenia. Él escribió que ambos lograron mantenerse en contacto con la realidad, ya que tuvieron la oportunidad de crear sus propias organizaciones ( Steiner : la Sociedad Antroposófica ; Hitler : el NSDAP y sus muchas subdivisiones) que podrían influir en función de sus delirios, y por lo tanto evitar la normalmente esperada "retirada esquizofrénica". Treher encuentra que la megalomanía y paranoia de Hitler son bastante sorprendentes.

### Edleff Schwaab (1992)
En 1992, el psicólogo clínico germano-estadounidense, Edleff H. Schwaab, publicó La mente Psicobiografíca de Hitler, en el que señala que la imaginación de Hitler, particular su obsesión con la supuesta amenaza planteada por los judíos, debe ser descrita como resultado de una paranoia. Schwaab sospecha que la causa de este trastorno está ligada a una infancia traumática que fue eclipsada por una madre depresiva y un padre tirano.

### Paul Matussek, Peter Matussek, Jan Marbach (2000)
El libro Hitler – Karriere eines Wahns (2000) es el resultado de un esfuerzo conjunto del psiquiatra Paul Matussek, el teórico de los medios de comunicación Peter Matussek y el sociólogo Jan Marbach, para superar la tradición de una patografía psiquiátrica unidimensional y buscar un enfoque interdisciplinario a cambio, teniendo en cuenta también las dimensiones socio-históricas. Esta investigación se centra no tanto en la psicopatología personal de Hitler, sino más bien en una descripción de la interacción entre los factores individuales y colectivos que explicaron la dinámica general de la locura de Hitler. El libro especifica la interacción entre el papel de líder de Hitler (que fue acusado de síntomas psicóticos), por un lado, y la fascinación de que este papel invocaba en sus seguidores por otro lado. Los autores concluyen que los crímenes nazis de hecho habían sido una expresión de locura, pero de una locura que fue tan fuertemente aceptada por el público que el psicótico Hitler y sus seguidores estabilizaban mutuamente su visión del mundo "loco".

### Frederic L. Coolidge, Felicia L. Davis, Daniel L. Segal (2007)
Los términos de la metodología más elaborada de la evaluación psicológica que se ha llevado a cabo en 2007 por un equipo de investigación de la Universidad de Colorado. Este estudio difiere de todos los trabajos anteriores por su enfoque abierto y exploratorio. El equipo probó sistemáticamente cuales de los trastornos mentales del comportamiento de Hitler pueden haber sido los indicados y cuáles no. Fue la primera patografía de Hitler que fue consistentemente empírica. Los psicólogos e historiadores revisaron informes transmitidos por personas que conocieron personalmente a Hitler, y estas cuentas fueron evaluadas con una herramienta de diagnóstico por desarrollo propio que permitió una amplia gama de alteraciones clínicas, neuropsicológicas y de personalidades a medir. De acuerdo con este estudio, Hitler mostraba conductas obvias de paranoia, pero también rasgos antisociales y sádicos, así como del trastorno narcisista de la personalidad y conductas distintivas del trastorno de estrés postraumático.

### Síntomas psicóticos orgánicamente causados
En repetidas ocasiones, presuntos síntomas psicóticos de Hitler se han atribuido a las posibles causas orgánica. El psiquiatra Günter Hermann Hesse, por ejemplo, estaba convencido de que Hitler sufría de consecuencias a largo plazo de la intoxicación sufrida durante la Primera Guerra Mundial .

#### Abuso de anfetaminas
En su libro de 1980 El Libro del Caso Médico de Adolfo Hitler, para el que proyectó una gran cantidad de registros médicos, el psiquiatra Leonard L. Heston (University of Minnesota) y la enfermera Renate Heston reportaron que durante los últimos años de vida, Hitler tomaba anfetaminas, incluyendo Pervitin, drogas estimulantes con posibles efectos secundarios tales como delirios paranoides.

#### Sífilis
A finales de la década de 1980, Ellen Gibbels (University of Cologne) ha atribuido el temblor de extremidades en los últimos años de Hitler a la enfermedad de Parkinson, con un amplio reconocimiento de la comunidad científica. Sin embargo, algunos investigadores interpretan el temblor de Hitler como un síntoma de sífilis avanzada, más recientemente la historiadora estadounidense Deborah Hayden. Hayden vincula la parálisis general de la que Hitler sufrió, en su opinión, desde 1942, con el deterioro mental en los últimos años de su vida, sobre todo a sus " berrinches paranoicos". El médico Frederick Redlich sin embargo informó que no hay evidencia que sugiera que Hitler tenía sífilis.

#### La enfermedad de Parkinson
La posibilidad de que Hilter sufriera de la enfermedad del Parkinson ha sido investigada primero por Ernst-Günther Schenck y más adelante por Ellen Gibbels. En 1994 , Gibbels publicó un documento que perseguía la pregunta de si la enfermedad nerviosa de Hitler también podría haberlo deteriorado mentalmente.

## Psicopatía respecto al trastorno antisocial de la personalidad
Debido a la falta de humanidad en sus crímenes, Hitler ha estado relacionado con la "psicopatía", un trastorno de la personalidad grave, cuyos síntomas principales son una gran o total falta de empatía , responsabilidad social y conciencia. El concepto biológico todavía juega un papel en la ciencia forense psiquiátrica, pero en los sistemas de clasificación médica moderna (DSM- IV y CIE- 10 ), ya no se encuentra. Hoy, cuadros clínicos correspondientes se clasifican principalmente como signos de un trastorno antisocial de la personalidad. Sin embargo, la sintomatología es rara y diferente de los discursos populares, donde la clasificación de Hitler como un "psicópata" es común, psiquiatras solo ocasionalmente han tratado de asociarlo con la psicopatía o trastorno antisocial de la personalidad.

### Gustav Bychowski (1948)
Al principio, algunas patografías de Hitler tomaron en cuenta no solo aspectos psicológicos, sino también históricos y sociológicos. Este enfoque interdisciplinario había sido desarrollado por el psiquiatra Wilhelm Lange- Eichbaum en 1928. La patografía socio-psicológica temprana de Hitler apareció en 1948 en Los Dictadores y Discípulos, antología de Gustav Bychowski . En este volumen, Bychowski, un psiquiatra polaco-estadounidense, compara varias figuras históricas que han llevado a cabo con éxito un golpe de Estado: Julio César, Oliver Cromwell, Robespierre, Hitler y Iósif Stalin. Llegó a la conclusión de que todos estos hombres tenían una gran cantidad de rasgos que deben ser clasificados como "psicópatas", tales como la tendencia a actuar por impulsos o para proyectar sus propios impulsos hostiles hacia otras personas o grupos.

### Desmond Henry, Dick Geary, Peter Tyrer (1993)
En 1993, el equipo interdisciplinario de Desmond Henry, Dick Geary, y Peter Tyrer, publicó un ensayo en el que expresaron su punto de vista común de que Hitler había sufrido del trastorno antisocial de la personalidad como se define en la CIE- 10. El psiquiatra Tyrer estaba convencido de que Hitler mostró, además, signos de paranoia y del trastorno histriónico de la personalidad.

## Enfoques psicológicos profundos
Mientras los autores psiquiátricos, cuando se trata de Hitler, se esfuerzan principalmente en diagnosticarlo con un trastorno clínico específico, algunos de sus colegas que siguen una doctrina psicológica profunda, como la escuela del psicoanálisis de Sigmund Freud, estaban ante todo interesados en explicar su comportamiento monstruosamente destructivo. De acuerdo con estas doctrinas, asumieron que el comportamiento de Hitler y el desarrollo de su personalidad fueron impulsados por los procesos inconscientes que fueron arraigados en sus primeros años. Patografías que se inspiran en la psicología profunda, por lo general tratan de reconstruir el escenario de la infancia y la juventud de Hitler. Ocasionalmente, autores como Gerhard Vinnai comenzaron con un análisis psicológico profundo, pero luego avanzaron mucho más allá del planteamiento inicial.

### Erich Fromm (1973)
Entre las patografías más famosas de Hitler, se encuentra el libro Anatomía de la Destructividad Humana publicado por Erich Fromm en 1973. El objetivo de Fromm era determinar la causa de la violencia humana. Su conocimiento sobre Hitler lo tomó de varias fuentes, tales como las memorias de un amigo de la infancia de Hitler, August Kubizek (1953), la biografía de Hitler por Werner Maser (1971), y, más importante, de un escrito de Bradley F. Smith titulado about Hitler's sobre la infancia y juventud de Hitler.(1967).
La patografía de Fromm sigue en gran medida el concepto del psicoanálisis de Sigmund Freud y afirma que Hitler era un inmaduro y soñador egoísta que no superó su narcisismo infantil. Debido a su falta de adaptación a la realidad, estaba expuesto a humillaciones que trató de vencerlas por medio de la lujuria destructiva ("necrofilia"). Las evidencias de su deseo de destruir, incluyendo el tan famoso Nero Decree, eran tan escandalosas que uno debe asumir que Hitler no solo había actuado destructivamente, pero fue impulsado por su "carácter destructivo".

### Helm Stierlin (1975)
En 1975, el psicoanalista alemán y terapeuta familiar Helm Stierlin, publicó su libro de Adolfo Hitler, Familienperspektiven, en el que se planteó la cuestión de las bases psicológicas y motivacionales de la agresión de Hitler y la pasión por la destrucción, de manera similar a Fromm. Su estudio se centra en gran medida en la relación de Hitler con su madre. Stierlin sintió que Klara Hitler tenía esperanzas frustradas para sí misma que fuertemente se las delegó a su hijo, a pesar de que para él, también eran imposibles de satisfacer.

### Alice Miller (1980)
La investigadora suiza de infancia Alice Miller otorgó una sección a Hitler en su libro publicado en 1980, Por Tu Propio Bien. Miller debe su conocimiento sobre Hitler a trabajos biográficos y patográficos tales como los de Rudolf Olden (1935), Konrad Heiden (1936/37), Franz Jetzinger (1958), Joachim Fest (1973), Helm Stierlin (1975) y John Toland (1976). Ella estaba convencida de que el entorno familiar en el que Hitler creció no solo estaba dominado por un padre autoritario y con frecuencia brutal, Alois Hitler, pero podría ser caracterizado como un "prototipo de un régimen totalitario". Ella piensa que el odio y destructivismo de la personalidad de Hitler, que más tarde hizo sufrir a millones de personas, surgió en el marco del trato humillante y degradante, y de las palizas que recibía de su padre cuando era niño. Miller cree que la madre, después de que sus tres primeros hijos murieran a una edad temprana, apenas era capaz de fomentar una relación cálida con su hijo. Hitler, que desde el principio se identificó con su padre tirano, después transfirió el trauma de la casa de sus padres a Alemania; sus contemporáneos lo siguieron voluntariamente porque habían experimentado una infancia similar .
Miller también señaló que Johanna Pölzl , la hermana querulante de Klara Hitler que vivió con la familia durante toda la infancia de Hitler, posiblemente sufría de un trastorno mental . Según los testigos, " Hanni-Tante"(" Tía Hanni" ), que murió en 191 , era esquizofrénica o tenía retraso mental .

### Norbert Bromberg, Verna Volz Small (1983)
Otra patografía psicológica profunda sobre Hitler se presentó en 1983 por el psicoanalista de Nueva York Norbert Bromberg (Albert Einstein College of Medicine) y la escritor Verna Volz Small. En este libro titulado Psicopatología de Hitler, Bromberg y Small argumentan que muchos de las manifestaciones y acciones personales de Hitler son consideradas como una expresión de un trastorno grave de la personalidad. En la exploración de su entorno familiar, su infancia, juventud y de su comportamiento en la edad adulto, como político y gobernante, encontraron muchas pistas de que Hitler estaba en línea tanto con los síntomas de un trastorno narcisista de la personalidad y de un trastorno límite de la personalidad. El trabajo de Bromberg y Small ha sido criticado por las fuentes no fiables en los que se basan, y por su tratamiento especulativo de la presunta homosexualidad de Hitler.
La opinión de que Hitler tenía un trastorno narcisista de la personalidad no era nueva; Alfred Sleigh la había ya presentado en 1966.

### Béla Grunberger, Pierre Dessuant (1997)
El psicoanalista francés Béla Grunberger y Pierre Dessuant incluyeron una sección sobre Hitler en su libro de 1997, Narcissisme, christianisme, antisémitisme. Como Fromm, Bromberg y Small, ellos estaban particularmente interesados en el narcisismo de Hitler, que trataron de remontar en una interpretación detallada de las supuestas prácticas sexuales de Hitler y problemas de estreñimiento.

### George Victor (1999)
El psicoterapeuta George Victor tenía especial interés en el antisemitismo de Hitler. En su libro de 1999 Hitler: La Patología del Mal Hitler, supuso que Hitler no solo estaba obsesionado con el odio a los judíos, pero con odio a sí mismo, y también sufría de trastorno límite de la personalidad. Victor encontró que todos estos problemas tienen su origen en el abuso que él experimentó de niño por su padre, quien, como él creía, era de ascendencia judía.

## Trastorno de estrés postraumático
Aunque es generalmente indiscutible que Hitler tuvo experiencias formativas como soldado en la Primera Guerra Mundial, solo a principio de la década de los 2000 los psicólogos consideraron que al menos parte de su psicopatología puede atribuirse a traumas de guerra.

### Theodore Dorpat (2003)
En 2003, Theodore Dorpat, un psiquiatra de Seattle, publicó su libro Monstruo Herido en el que atribuye a Hitler con el trastorno de estrés postraumático complejo. Supuso que Hitler no solo experimentó trauma de la guerra, pero también, debido al abuso físico y mental por parte de su padre y al fracaso parental de su madre deprimida, trauma crónica infantil. Dorpat está convencido de que Hitler mostró signos de esta perturbación a la edad de 11 años. Ambos traumas explican por qué Hitler no estaba preparado para el desarrollo social ni para aspiraciones intelectuales o profesionales. Según Dorpat, muchos de los rasgos de personalidad de Hitler, como su volatilidad, malicia, naturaleza sadomasoquista de sus relaciones, su indiferencia humana y su evasión de la vergüenza, se remontan al trauma .
En el mismo año, el psicólogo alemán anteriormente mencionado, Manfred Koch- Hillebrecht, también había presentado la suposición de que Hitler tenía un trastorno de estrés postraumático por sus experiencias de guerra.

### Gerhard Vinnai (2004)
Al año siguiente, el psicólogo social Gerhard Vinnai (Universidad de Bremen), llegó a conclusiones similares. Al escribir su obra Hitler - Scheitern und Vernichtungswut ( 2004; " Hitler- Fracasar y rabia de la destrucción"), Vinnai tenía un punto de salida psicoanalítico; sometió primero al libro de Hitler Mein Kampf a una profunda interpretación psicológica y trató de reconstruir como Hitler había procesado sus experiencias de la Primera Guerra Mundial contra infancia y juventud. Similar a Dorpat, Vinnai explica el potencial destructivo en la psique de Hitler, no tanto como resultado de las experiencias de la infancia, sino más bien debido a un trauma que Hitler había sufrido como soldado en la Primera Guerra Mundial. No solo Hitler, pero una parte sustancial de la población alemana se vio afectada por tal trauma de la guerra. Vinnai abandona entonces el discurso psicoanalítico y comenta sobre cuestiones psicológicas sociales, tales como la forma de la visión del mundo político de Hitler podría haber surgido de su trauma y por esto podría atraer a un gran número de personas.
En 2007, los autores anteriormente mencionados Coolidge, Davis, y Segal, también asumieron que Hitler sufrió de un trastorno de estrés postraumático.

## Opiniones menores
Las hipótesis como las que la personalidad y el comportamiento de Hitler apuntaban a un trastorno de la personalidad, a un trastorno de estrés postraumático o la esquizofrenia no han sido indiscutibles, pero se han encontrado en varias ocasiones aprobación de compañeros psiquiatras. Esto no se aplica a las patografías de Hitler de los siguientes autores, quienes en gran medida, quedan solos con sus diagnósticos.

### Lateralización cerebral anormal: Colin Martindale, Nancy Hasenfus, Dwight Hines (1976)
En un ensayo publicado 1976, los psiquiatras Colin Martindale, Nancy Hasenfus y Dwight Hines (Universidad de Maine ) sugirieron que Hitler había sufrido de una subfunción del hemisferio cerebral izquierdo. Se refirieron al temblor de sus extremidades izquierdas, su tendencia de los movimientos oculares hacia la izquierda y la supuesta falta del testículo izquierdo. Ellos creían que el comportamiento de Hitler era dominado por su hemisferio cerebral derecho, situación que dio lugar a síntomas tales como una tendencia a las alucinaciones auditivas, irracionales y arrebatos descontrolados. Martindale, Hasenfus y Hines también sospechaban que el predominio del hemisferio derecho contribuyó a los dos elementos básicos de la ideología política de Hitler: el antisemitismo y la ideología Lebensraum.

### Trastorno esquizotípico de la personalidad: Robert G. L. Waite (1977)
Robert G.L. Waite, un psicólogo-historiador de Williams College, estuvo trabajando para una exploración interdisciplinaria del nazismo desde 1949, combinando métodos historiográficos y psicoanalíticos. En 1977, publicó su estudio El Dios Psicopático, en el que consideró que la carrera de Hitler no puede entenderse sin tener en cuenta su personalidad patológica. Waite supone que Hitler sufría de trastorno esquizotípico de la personalidad, una condición que en ese momento se conoce como " trastorno límite de la personalidad". El término recibió su actual significado solo al final de la década de 1970. Hasta entonces, "el trastorno límite de la personalidad" se refiere a un trastorno en la zona fronteriza de la neurosis y la esquizofrenia, para el que Gregory Zilboorg también había acuñado el término "esquizofrenia ambulatoria". Como señales de que Hitler tenía esta condición, Waite especifica complejo el de Edipo de Hitler, su fantasía infantil, su inconsistencia volátil y su presunta coprofilia y urolagnia. El punto de vista de Waite concuerda parcialmente con el del psiquiatra de Viena y sobreviviente de Buchenwald, Ernest A. Rappaport, quien ya en 1975 había llamado a Hitler un "esquizofrénico ambulatorio" .

### Trastorno de líder peligroso: John D. Mayer (1993)
El psicólogo John D. Mayer (University of New Hampshire) publicó un ensayo en 1993 en el cual sugería una categoría psiquiátrica independiente para personalidades destructivas como la de Hitler, una personalidad de líder peligroso. Mayer identificó tres grupos de singularidades conductuales sintomáticas: 1. indiferencia (manifestándose por ejemplo en el asesinato de opositores, familiares o ciudadanos, o en genocidio); 2. intolerancia (practicando la censura de prensa, dirigiendo una policía secreta o tolerar la tortura); 3. Engrandecimiento por él mismo (autonombrándose como " unificador " del pueblo, la sobreestimación del propio poder militar, la identificación con la religión o el nacionalismo, o la proclamación de un " gran plan"). Mayer comparó a Hitler con Stalin y Saddam Hussein; el objetivo de esta proposición de una categorización psiquiátrica era proporcionar a la comunidad internacional un instrumento de diagnóstico que haría más fácil reconocer personalidades de líder peligrosas en consenso mutuo y tomar medidas contra ellos.

### Trastorno bipolar: Jablow Hershman, Julian Lieb (1994)
En 1994, el escritor Jablow Hershman y el psiquiatra Julian Lieb publicaron su libro en conjunto, Una Hermandad de los Tiranos. A partir de conocidas biografías de Hitler, desarrollaron la hipótesis de que Hitler, al igual que Napoleón Bonaparte y Stalin, no solo era maníaco-depresivo, sino que simplemente había sido su trastorno lo que lo había llevado a la política y luego lo hizo el dictador. Mientras que muchos maníacos depresivos terminan en psiquiatrías, otros pueden ser propulsados a buscar el poder político. Una vez que tienen éxito, muestran características de la tiranía psicótica como la autoconfianza y la megalomanía exagerada.

### Síndrome Asperger: Michael Fitzgerald (2004)
Desde 1991, uno de los autores más prolíficos de las psicopatografías es el profesor irlandés de psiquiatría infantil y adolescente, Michael Fitzgerald. Inspirado por sus estudios de autismo, publicó una copia de patografías de personajes históricos destacados, con la revelación de que tenían el síndrome de Asperger. En su antología del 2004 publicada, Autismo y Creatividad, clasifica a Hitler como un "psicópata autista". Psicopatía autista es un término que el médico Austriaco, Hans Asperger, acuñó en 1944 para etiquetar el cuadro clínico que, más adelante, llevaría su nombre: la variante del autismo infantil, el síndrome de Asperger, que no tiene nada que ver con la psicopatología en el sentido de un trastorno antisocial de la personalidad. Fitzgerald aprecia muchos de los rasgos públicamente conocidos de Hitler como autistas, particularmente sus distintas obsesiones, su mirada sin vida, su torpeza social, su falta de interés por las mujeres, su falta de amistades personales y su tendencia al monólogo como discursos que según Fitzgerald, resultaron en una incapacidad para tener conversaciones reales.

## Crítica
Patografías son por definición trabajos en personalidades que el autor considere mentalmente trastornadas. Los psiquiatras se ocupan de las enfermedades mentales y por lo general no escriben publicaciones especializadas en lo que ellos consideran que es mentalmente sano. Las excepciones se producen como máximo dentro de los discursos profesionales en los que los autores individualmente enfrentan las posiciones de sus colegas, que, en opinión de los primeros, tienen la culpa de clasificar una determinada personalidad como enfermos mentales. Como resultado, las obras que representan una opinión de que una personalidad en particular, estaba mentalmente sana, están insuficientemente representadas de forma natural en el cuerpo general de la literatura patográfica. Esto también se aplica a la psicopatografía de Adolfo Hitler.
Algunos autores describen a Hitler como un manipulador cínico o fanático, pero niegan que él estuviera seriamente trastornado; entre ellos se encuentras los historiadores británicos Ian Kershaw, Hugh Trevor-Roper, Alan Bullock y A. J. P. Taylor, y recientemente, el psiquiatra alemán Manfred Lütz. Ian Kershaw ha concluido que Hitler no padecía de trastornos psicóticos y que no estaba clínicamente loco. El psicólogo amerciano Glenn D. Walters escribió en el 2000: "Muchos de los debates sobre la enfermedad mental de Hitler a largo plazo, son probablemente cuestionables, porque incluso si hubiera sufrido de problemas psiquiátricos significativos, alcanzó el poder supremo en Alemania, más bien a pesar de estas dificultades y no a través de ellas."

### Erik H. Erikson (1950)
El psicoanalista y psicólogo Erik Erikson otorgó a Hitler un capítulo en su libro de 1950, Infancia y Sociedad. Erikson se refirió a Hitler como un "aventurero histriónico e histérico" y descubrió evidencia de un complejo de Edipo no resuelto en sus autorretratos. No obstante, señaló que Hitler era un actor de tal manera que su expresión no podía ser medida con herramientas de diagnóstico convencionales. Aunque Hitler posiblemente había estado mostrando cierta psicopatología , se ocupó de esto de una manera muy controlada y utilizada a propósito

### Terry L. Brink (1974)
Terry Brink, un estudiante de Alfred Adler, publicó el ensayo El caso de Hitler (1975) en que él, similar a los autores anteriormente mencionados, concluyó que después de una evaluación consciente de todos los registros, aún no hay suficiente evidencia de que Hitler padecía de un trastorno mental. El comportamiento de Hitler debe ser entendido como un intento de superar su difícil infancia. Sin embargo, muchos de los documentos y declaraciones que han sido citadas con el fin probar una enfermedad mental deben ser considerados indignos de confianza.

### Frederick Redlich (1998)
Una de las más completas patografías de Hitler proviene del neurólogo y psiquiatra Frederick Redlich. Redlich, que emigró de Austria en 1938 a los Estados Unidos, es considerado uno de los fundadores de la psiquiatría social estadounidense. En su obra publicada en 1998, Hitler : El Diagnóstico de un Profeta Destructivo, en la que trabajó durante 13 años, Redlich llegó a creer que Hitler había mostrado de hecho suficientes mecanismos de paranoia y de defensa con el fin de "llenar un libro de texto de psiquiatría con ellos" , pero que él probablemente no estaba mentalmente perturbado. Las ilusiones paranoides de Hitler "pueden ser vistas como síntomas de un trastorno mental, pero gran parte de su personalidad trabajaba normalmente" Hitler "sabía que hacía y lo hacía con orgullo y entusiasmo".

### Hans-Joachim Neumann, Henrik Eberle (2009)
Después de dos años de estudio, de los diarios de Theodor Morell y otros, el médico Hans -Joachim Neumann y el historiador Henrik Eberle publicaron en 2009 su libro conjunto War Hitler krank? ("¿Está Hitler enfermo"), en la que llegaron a la conclusión: "No hay evidencia de una enfermedad mental de Hitler objetivamente médica".

## Publicaciones
Resúmenes
- Armbruster, Jan. Die Behandlung Adolf Hitlers im Lazarett Pasewalk 1918: Historische Mythenbildung durch einseitige bzw. spekulative Pathographie (PDF; 776 kB). In: Journal für Neurologie, Neurochirurgie und Psychiatrie 10, 2009, Issue 4, P. 18–22.
- Brunner, José. Humanizing Hitler – Psychohistory and the Making of a Monster. In: Moshe Zuckermann (editor): Geschichte und Psychoanalyse, Tel Aviver Jahrbuch für Geschichte XXXII., Göttingen 2004, P. 148–172.
- Gatzke, Hans W. Hitler and Psychohistory. In: American Historical Review 78, 1973, P. 394 ff.
- Kornbichler, Thomas. Adolf-Hitler-Psychogramme, Frankfurt am Main, 1994. ISBN 3-631-47063-0.
- Rosenbaum, Ron. Explaining Hitler: The Search for the Origins of His Evil, Harper Perennial: New York, 1999. ISBN 0-06-095339-X

Episodio Pasewalk
- Köpf, Gerhard. Hitlers psychogene Erblindung. Geschichte einer Krankenakte. In: Nervenheilkunde, 2005, Volume 24, P. 783–790

### Otras patografías y psicobiografías de Hitler no mencionados en este artículo
- Carlotti, Anna Lisa. Adolf Hitler. Analisi storica della psicobiografie del dittatore, Milano, 1984.
- Doucet, Friedrich W. Im Banne des Mythos: Die Psychologie des Dritten Reiches, Bechtle: Esslingen, 1979. ISBN 3762803897
- Dobberstein, Marcel. Hitler: Die Anatomie einer destruktiven Seele, Münster 2012.
- Frattini, Eric. El Paciente A. Historia médica de Adolf Hitler (2025) ISBN 978-84-670-7560-1[86][87]
- Koch-Hillebrecht, Manfred. Homo Hitler. Psychogramm des deutschen Diktators. Goldmann: München 1999. ISBN 3-442-75603-0.
- Neumayr, Anton. Hitler: Wahnideen – Krankheiten – Perversionen, Pichler: Wien 2001. ISBN 3854312504
- Recktenwald, Johann. Woran hat Adolf Hitler gelitten? Eine neuropsychiatrische Deutung, München, 1963.
- Rudolph, Christin-Désirée. Das Leck der Hitler-Thesen: Eine Psychopathographie. Rudolph: Rheine 2016. ISBN 978-3-00-053332-7.